# Nepotilla lamellosa
Nepotilla lamellosa é uma espécie de gastrópode do gênero Nepotilla, pertencente a família Raphitomidae.